# Dryops sulcipennis
Dryops sulcipennis is een keversoort uit de familie ruighaarkevers (Dryopidae). De wetenschappelijke naam van de soort werd in 1883 gepubliceerd door Achille Costa.